# Miklós Bogáti Fazekas
Miklós Bogáti Fazekas (auch: Bogáthi Fazakas; * 4. Dezember 1548 in Torda, Fürstentum Siebenbürgen; † vermutlich 1603) war ein siebenbürgischer Lehrer, Schriftsteller und Pfarrer. Bogáti ist vor allem für seine Psalmübersetzungen ins Ungarische bekannt.

## Leben und Wirken
Miklós Bogáti Fazekas wurde am 4. Dezember 1548 im siebenbürgischen Torda (dt. Thorenburg) geboren. Ein Auslandsstudium ist nicht bezeugt, eventuell studierte er wie andere Siebenbürgener seiner Zeit an der italienischen Universität Padua. In jedem Fall erwarb er sich tiefgehende Kenntnisse im Lateinischen und Griechischen. Theologisch wurde er insbesondere von Franz David und dem aus Italien stammenden Diplomat und Theologen Jacob Palaeologus mit ihrem rationalistischen Bibelverständnis geprägt. Um 1570 wand sich Bogáti dem reformatorischen Unitarismus und später besonders dem von Franz David vertretenen Nonadorantismus zu. In jener Zeit unterstützte er auch den Thronanspruch des Unitariers Gáspár Bekes. Publizistisch trat er erstmals 1575 mit einer Übersetzung von Teilen von Plutarchs Moralities in Erscheinung. Theologisch trat er erstmals 1582 mit seiner von von Matthias Vehe-Glirius Schrift Mattaniah inspirierten Abhandlung De Lege auf, in dem er sich mit der Verbindlichkeit jüdischer Gebote befasste.
Zunächst wirkte Bogáti als Schulrektor in seiner Heimatstadt Torda, wurde jedoch nach der Inhaftierung Franz Davids 1579 entlassen. Noch im gleichen Jahr übernahm Bogáti in Nachfolge von Matthias Vehe-Glirius die Leitung des unitarischen Kollegs in Klausenburg, musste aber mit Beginn der repressiven Kirchenpolitik unter dem neuen Kirchenleiter Demeter Hunyadi 1580 ebenfalls Stadt und Kolleg verlassen und kehrte nach Torda zurück. Nach dem Tod des Fürsten Christoph Báthory 1581 wurde es für die siebenbürgischen Nonadorantisten wieder möglich offener aufzutreten und Bogáti übersiedelte mit seiner Familie auf das Anwesen von János Gerendi (Johannes Gerendi). Gerendi bildete damals den Mittelpunkt eines nonadorantistischen Netzwerkes und hatte bereits früher gute Kontakte zu führenden Unitariern wie Johannes Sommer und Jacob Palaeologus. Gerendi und die nach ihm benannten Gerendisten übernahmen viele von Bogátis theologischen Ansätzen. Später sollte Bogáti sich jedoch von den eher Türkei-freundlichen Positionen des Gerendi-Kreises absetzen (Gerendi selbst wurde im August 1594 unter dem sich gegen den Machtanspruch der Osmanen stellenden Fürst Sigismund Báthory verhaftet). Nachdem der Kreis um Gerendi (auf Initiative des adorantistischen Giorgio Biandrata) in den Fokus der Behörden geraten war, floh Bogáti 1582 ins ungarische Pécs (dt. Fünfkirchen), das damals ein Zentrum des ungarischen nonadorantistisch geprägten Unitarismus gewesen war. Hier konnte er sich der Gemeinde um György Válaszúti anschließen, fand eine Beschäftigung als Lehrer und war zugleich schriftstellerisch tätig. Er begann mit der Arbeit an seinen Psalmparaphrasen, schrieb einen Kommentar über die Apokalypse und arbeitete an einer Interpretation der Briefe der Apostel. Literarisches Vorbild für seine Arbeit an den Psalmen war eventuell Helius Eobanus Hessus. Im Frühjahr 1583 kehrte er ins siebenbürgische Torda zurück. Hier übersetzte er u. a. das Hohelied Salomos ins Ungarische. Zugleich stand er in jener Zeit in Kontakt mit Christian Francken, der auch im Austausch mit dem Gerendi-Kreis stand. Zwei Jahre später wirkte er als Pfarrer am Hof von Farkas Kornis bei Homoródszentpál im Szeklerland im östlichen Siebenbürgen. Farkas Kornis war ebenfalls Unitarier, hatte bedeutenden Einfluss bei den Szeklern, seine beiden Söhne fielen später auf Seiten des unitarischen Fürsten Moses Székely. In Homoródszentpál traf Bogáti auch auf Andreas Eössi, der auf einem benachbarten Hof lebte, theologisch Matthias Vehe-Glirius nahestand und zu einem der Begründer des Sabbatarismus werden sollte. Zugleich war Bogáti weiter schriftstellerisch tätig, überarbeitete seinen Kommentar über die Apokalypse und übersetzte nach dem Tod seines Sohnes Pasiphilus im Sommer 1586 das Buch von Hiob in ungarische Versform. 1588 starb seine erste Frau. Später heiratete er erneut. 1591 übernahm er eine Pfarrstelle in Klausenburg, die er jedoch nach einem Konflikt mit Demeter Hunyadi ein Jahr später wieder verlor. Zum Teil wird sein Todesjahr mit 1592 angegeben. Vieles deutet jedoch darauf hin, dass Bogáti am 17. Juli 1603 in der Schlacht bei Kronstadt (ung. Brassó) starb, als der für kurze Zeit amtierende unitarische siebenbürgische Fürst Moses Székely den habsburgischen Truppen unterlag. Mit der Niederlage Székelys wurde auch ein großer Teil des unitarischen Adels in Siebenbürgen ausgelöscht.
Miklós Bogáti Fazekas unstetes Leben illustriert die religions- und machtpolitischen Verwerfungen in Siebenbürgen gegen Ende des 16. Jahrhunderts. Theologisch trat er als überzeugter unitarischer Nonadorantist auf. Sein theologisches Denken war vor allem von Franz David und Jacob Palaeologus beeinflusst. Zentral für seine theologische Konzeption ist die Thematisierung der Beziehung Gottes zu seinem auserwählten Volk, versinnbildlicht am Bild von Braut und Bräutigam. Bezugnehmend auf die (vor allem im Gerendi-Kreis geführten) Diskussionen über die Beachtung des Sabbats erklärt Bogáti in seiner Interpretation der Apokalypse, dass es im Neuen Testament kein Wort über die Aufhebung des Sabbats gäbe. Auch befasste Bogáti sich intensiv mit Paulus und seiner Positionierung zu den jüdischen Geboten. Bogáti erkannte Jesus als Messias (jedoch nicht als Gott) und auch die Autorität des Neuen Testaments über das Alte Testament an. Zugleich seien aber die mosaischen Gebote einzuhalten, sofern sie nicht über das Neue Testament abgeändert worden seien. Hier zeigt sich also eine Nähe zu den sich entwickelnden Sabbatariern. Als Nonadorantist stand er u. a. auch mit Paul Karádi im Austausch, den er jedoch wegen dessen Chiliasmus (Naherwartung Jesu) kritisierte. Verwoben mit seinem theologischen Leben war sein Wirken als Schriftsteller und Übersetzer. Bogáti war der erste, der das gesamte Psalmenbuch in Versform ins Ungarische übersetzte. Seine Psalmübersetzungen wurden später noch bei den Sabbatariern verwendet. Am bekanntesten wurde seine Übersetzung des Hohelieds Salomo, welches er im Stil der Liebeslyrik seiner Zeit umsetzte. Bogáti hatte zudem ein besonderes Interesse an antiker Literatur, insbesondere an Lukian und Plutarch. So interpretierte er zum Beispiel Lukians Erzählung über Demetrios I. Poliorketes als Allegorie auf Fürst Sigismund Báthory. Er schrieb auch über eine Reihe bekannter Frauen der Antike.
Sein von ihm selbst gewählter Zwischenname Fazekas geht auf das ungarische Wort Fazekas für Töpfer zurück (ungar. Fazekas, auch Fazakas). Auch in seinem im Lateinischen genutzten Pseudonym nutzte er den entsprechenden lateinischen Begriff für Töpfer Figulus (→ Nicolaus Figulus Boghatius).